# José Bento (poeta)
José Bento de Almeida e Silva Nascimento (Pardilhó, Estarreja, 17 de novembro de 1932 — Venteira, Amadora, 26 de outubro de 2019) foi um poeta e tradutor português, importante divulgador da cultura hispânica em Portugal, tendo começado a fazer traduções do espanhol para o português há mais de meio século. Foi também autor de livros de contabilidade.

## Vida e Obra

### Juventude
Fez os seus primeiros estudos em Pardilhó, continuando-os no Porto e em Lisboa, onde concluiu, em 1955, o curso do extinto Instituto Comercial de Lisboa e ingressou no ensino secundário, que abandonou para trabalhar em diversas empresas. Ainda estudante, colaborou no jornal "O Concelho de Estarreja" e em algumas revistas de poesia como Árvore, Sísifo, Eros e Cadernos do Meio-Dia. Foi um dos fundadores, nos anos 50, da revista de poesia Cassiopeia. De 1963 a 1969, fez parte da redação da revista O Tempo e o Modo. Publicou crítica literária em jornais e revistas, designadamente na Colóquio-Letras e na Brotéria.

### Poesia
Só nos finais dos anos setenta é que José Bento deu a público dois livros, Sequência de Bilbau e In Memoriam, onde continua o verso livre dos seus primeiros textos mais representativos, o qual se aproxima, pela amplidão e pela disciplina a que se sujeita, do versículo bíblico. Cruza-se, assim, a sua poesia, cujo caráter meditativo ou religioso num sentido amplo está em perfeita consonância com o verso escolhido, por via do discursivismo em que inequivocamente aposta, com a que, na década de setenta, procura alternativas válidas para a tendência antidiscursivista dominante nos anos sessenta. A sua atividade de tradutor de poesia em língua castelhana toca a sua própria produção poética, pelo trato íntimo que essa atividade proporciona: por vezes a intertextualidade com os poetas que traduz é visível na sua poesia.

### Tradução
Uma vez que raramente se preocupou em reunir os seus poemas em livro, o seu nome é normalmente citado como excelente tradutor de numerosos poetas de língua espanhola, clássicos ou atuais, entre outros, Poesías completas de San Juan de la Cruz e de Fray Luis de León, Coplas de Jorge Manrique, Rimas de Bécquer, antologias de Garcilaso de la Vega, Santa Teresa de Jesús, Francisco de Quevedo, Manuel Machado, Antonio Machado, Juan Ramón Jiménez, Vicente Aleixandre, Lorca, Luis Cernuda, Miguel Hernández, Ángel Crespo, Jaime Gil de Biedma, Francisco Brines, J. A. Ramos Sucre, César Vallejo, Pablo Neruda; uma Antologia da Poesia Espanhola do «Siglo de Oro» (dois tomos: Renascimento e Barroco), uma Antologia da Poesia Espanhola Contemporânea (desde Unamuno aos novisimos), uma Antologia de Poesia Espanhola de Tipo Tradicional, etc. Traduziu também prosa do espanhol: La Celestina, de Fernando de Rojas, livros de Unamuno, Juan Ramón Jiménez, Ortega y Gasset, Jorge Luis Borges, María Zambrano, J. M. Arguedas, Octavio Paz, Ignacio Martínez de Pisón, etc., e, no âmbito do teatro, Calderón de la Barca, Valle-Inclán, Federico García Lorca.

### Reconhecimento
A sua atividade enquanto tradutor obteve reconhecimento através da atribuição diversos prémios: Prémio de Tradução, PEN Clube Português/ Associação Portuguesa de Tradutores de 1985 pela Antologia de Poesia Espanhola Contemporânea; Prémio de Tradução, PEN Clube Português/ Associação Portuguesa de Tradutores (ex-aequo) de 2005 pela obra O Engenhoso Fidalgo D. Quixote de la Mancha. Em 1991 foi-lhe atribuída, em Espanha, a Medalla de oro al Mérito de Bellas Artes, em 1992 foi agraciado com o grau de Comendador da Ordem do Infante D. Henrique e recebeu o Prémio Luso-Espanhol de Arte e Cultura em 2006, pela sua contribuição para o reforço dos laços ibéricos.

### Morte
José Bento morreu a 26 de outubro de 2019, no Hospital Amadora-Sintra, onde se encontrava internado.

## Obras
- Sequência de Bilbau (1978);
- In Memoriam (1978);
- O Enterro do Senhor de Orgaz (1986);
- Adagietto (1989);
- Silabário (1992) - compilação onde se reune toda a sua obra poética;
- Antologia de Poesia Espanhola do Siglo de Oro (1994);
- Antologia poética de Federico García Lorca (1994);
- A Metáfora do Coração e outros escritos, seleções e tradução da obra de Maria Zambrano